# 空地分離方式
空地分離方式（くうちぶんりほうしき）とは、軍隊において飛行機隊を主とする部隊と、基地にてその支援任務を主とする部隊とに区分する方式。

## 日本

### 日本陸軍
日本陸軍の空地分離は、1937年「一号軍備計画」の特色として現れ、1942年までに142個飛行中隊を整備する予定であった。従来飛行連隊の中に含まれていた空中、地上勤務の両機能を「飛行戦隊」と「飛行場大隊」に分割し、飛行場大隊などの構成する航空作戦基盤上において飛行部隊を軽快、敏活に機動戦闘させることを狙いとした編制であった。そしてその主眼は満州における対ソ内線機動運用を容易にすることにあった。導入は1939年から行われた。
本思想体系は、1937年支那事変、1939年ノモンハン事件で大綱の適切有用性が認められ、部分的修正を加えて1939年末「二号軍備計画」として拡充発足した。しかし、満州方面対ソ連作戦作戦主眼の本体系には、国際情勢変転に伴う海洋方面対米英欄作戦上、検討を要する問題が潜在していた。分担の下限決定上で最も機微な調整を要したものは飛行機の整備、修理の担当区分であった。また、格別重要とする戦隊と飛行場大隊の精神的脈絡が難点となった。
1944年5月12日参謀本部は第2、第4飛行師団の改編で空地分離を師団単位にまで格上げする異例の措置を取った。作戦課田中耕二少佐の発想によるものだった。満州に展開する第2飛行師団と第4飛行師団をフィリピンに転用するため、第2飛行師団に2個師団分の飛行部隊を統一指揮させ、第4飛行師団に地上勤務部隊の全部を統一指揮させた。狙いは飛行部隊戦力の集結発揮を徹底させることにあった。中央では指揮単位の膨大化と空地分離の格上げがかえって師団の指揮運用を害するという危惧もあったが、大きな議論にはならず、実行された。

### 日本海軍
日本海軍の空地分離は、飛行機隊を主とする部隊（海軍甲航空隊）は編制上は航空戦隊に配属することはなく、航空艦隊長官直属で機種別に編成され番号を冠称した。基地任務を主とする部隊（海軍乙航空隊）は飛行戦隊を有しない航空隊で地名、方面名を冠した。1944年7月10日から導入された。
1941年真珠湾攻撃のために航空兵力を準備中の第一航空艦隊において、源田実航空参謀によって、空中指揮関係において基地と各航空戦隊の機種別飛行隊の組み合わせを各空中攻撃隊指揮官がその空中指揮、平素の訓練がやりやすいように所属艦から移して作り直すといった一種の空地分離が行われた。
マリアナ沖海戦の敗北で航空戦力が壊滅的になると空地分離が本格的に採用される。1944年7月10日軍令部は、基地航空部隊に空地分離方式を導入して、航空艦隊を空中、地上で分離させた。不安はあったが、代わる良策なしということで軍令部航空部員源田実中佐が中心となり推進された。もともと必要性は認められていたが、主として切羽詰まった作戦上の要求から導入が決まった。いずれの決戦方面であれ、航空兵力を移動集中する必要があったが、従来の方式では航空隊移動の都度、基地員や物件が共に移動する必要があり多大な日時を要し、作戦要求を満たさなかった。そこで基地員、物件はあらかじめ各所に配備して飛行場、宿泊施設、飛行機整備受け入れ体制を整えておいて、決戦時に飛行機隊部隊の移動だけでいいように円滑化させる計画だった。
海軍の伝統に反する、人とのつながりが希薄になるなど不満の声があり、一部の人事権が伴わなかったため、現場で兵の管理に混乱もあった。準備中に敵の来攻を受けたが、ともかく航空部隊の移動集中ができ、作戦実施が可能になったのはこの方式の成果であった。

### 自衛隊
航空自衛隊では、飛行機隊を指揮する部隊とは別に、基地業務を統括する基地司令がいる。基地司令は兼務していることが多い。

## ドイツ
第二次大戦前のドイツ空軍の空地分離は、飛行部隊とホルスト（飛行根拠、FORST）と呼ばれる地上勤務部隊に分かれていた。ホルストは本部、一般中隊（警備、給養、その他）、通信中隊、工場、兵器班、消防隊、医務室などからなり、工場は相当な規模で工員が主体となっていた。これらホルストは空軍管区司令に隷属し、戦時には同司令の統一運用により空中部隊の機動運用を支援するものであった。ただし、平時には所在飛行団長などがホルストの長も兼ねるのが通例となっていた。